# Ben Jones (attore)
Ben Lewis Jones (Tarboro, 30 agosto 1941) è un attore e politico statunitense.

## Carriera

### Come attore
È diventato famoso soprattutto per aver interpretato il ruolo del meccanico Cooter Davenport nella serie televisiva Hazzard.

### Come politico
È uno dei pochi politici americani che ha tentato di essere eletto in diversi stati.
Alla fine della serie televisiva Hazzard nel 1986 si candidó senza successo in Georgia nelle file dei democratici.
Ricandidatosi nel 1988 fu eletto e rieletto nel 1990.
Nel 1998 ruppe i contatti con molti democratici dopo aver chiesto spiegazioni all'allora Presidente degli Stati Uniti Bill Clinton circa l'impeachment.
Nel 2002 si ricandidó come rappresentante della Casa Bianca nello stato della Virginia ma perse le elezioni.

## Filmografia parziale

### Cinema
- Together for Days, regia di Michael Schultz (1972)
- Moonrunners, regia di Gy Waldron (1975)
- Il bandito e la "Madama" (Smokey and the Bandit), regia di Hal Needham (1977)
- The Lincoln Conspiracy, regia di James L. Conway (1977)
- On the Line, regia di José Luis Borau (1984)
- Dakota, regia di Fred Holmes (1988)
- I colori della vittoria (Primary Colors), regia di Mike Nichols (1998)
- Il segreto di Joe Gould (Joe Gould's Secret), regia di Stanley Tucci (2000)

### Televisione
- Movin' On – serie TV, 1 episodio (1976)
- Disneyland – serie TV, 1 episodio (1978)
- Hazzard (The Dukes of Hazzard) – serie TV, 141 episodi (1979-1985)
- Benji, Zax & the Alien Prince – serie TV, 4 episodi (1983)
- Hazzard 20 anni dopo (The Dukes of Hazzard: Reunion!), regia di Lewis Teague – film TV (1997)
- I viaggiatori (Sliders) – serie TV, 1 episodio (1998)
- Così gira il mondo (As the World Turns) – serie TV, 1 episodio (1999)
- Hazzard: Bo e Luke vanno ad Hollywood (The Dukes of Hazzard: Hazzard in Hollywood!), regia di Bradford May – film TV (2000)
- Surface - Mistero dagli abissi (Surface) – serie TV, episodio 1x03 (2005)

## Doppiatori italiani
Nelle versioni in italiano delle opere in cui ha recitato, Ben Jones è stato doppiato da:
- Carlo Cosolo in Hazzard (st. 1-4)
- Giuliano Santi in Hazzard (ep. 5x01-5x19)
- Lorenzo Macrì in Hazzard (ep. 5x20-5x22, st. 6-7)
- Massimo Milazzo in Hazzard 20 anni dopo
- Enzo Avolio in Hazzard - Bo e Luke vanno ad Hollywood